# Ребуса (Речицкий район)
Ребуса (бел. Рабуса́) — деревня и железнодорожная станция в Речицком районе Гомельской области Белоруссии. В составе Пересвятовского сельсовета.

## География

### Расположение
В 8 км на запад от районного центра и железнодорожной станции Речица (на линии Гомель — Калинковичи), 58 км от Гомеля.

### Гидрография
На западной окраине канава Ребуска.

## Транспортная сеть
Транспортные связи по просёлочной, затем автомобильной дороге Василевичи — Речица. Планировка состоит из длинной криволинейной меридиональной улицы, которая на юге раздваивается. Застройка двусторонняя, преимущественно деревянная, усадебного типа.

## История
По письменным источникам известна с XIX века как селение в Ровенскослободской волости Речицкого уезда Минской губернии. В 1850 году собственность казны. В 1879 году обозначена в Речицком церковном приходе. Согласно переписи 1897 года действовал хлебозапасный магазин.
С 8 декабря 1926 года до 30 декабря 1927 года центр Ребусенского сельсовета Речицкого района Речицкого с 9 июня 1927 года Гомельского округов. В 1931 году организован колхоз. Во время Великой Отечественной войны 16 ноября 1943 года освобождена от оккупантов. 82 жителя погибли на фронте. Согласно переписи 1959 года в составе совхоза «10 лет Октября» (центр — деревня Пересвятое).

## Население

### Численность
- 2004 год — 113 хозяйств, 256 жителей.

### Динамика
- 1850 год — 22 двора, 197 жителей.
- 1897 год — 91 двор, 512 жителей (согласно переписи).
- 1908 год — 608 жителей.
- 1930 год — 162 двора, 839 жителей.
- 1959 год — 566 жителей (согласно переписи).
- 2004 год — 113 хозяйств, 256 жителей.

## Достопримечательность
- Братская могила